# فینال جام حذفی فوتبال ایران ۱۳۸۷
فینال جام حذفی فوتبال ایران ۱۳۸۷، رقابتی است که در سال ۱۳۸۷ بین دو تیم پگاه گیلان و استقلال به صورت رفت و برگشت در ورزشگاه سردار جنگل شهر  رشت و ورزشگاه آزادی شهر تهران برگزار شد.
در این دیدار تیم استقلال با نتیجه ۳ بر ۱ در مجموع دو بازی به برتری دست پیدا کرد و عنوان قهرمانی این دوره از مسابقات را به نام خود ثبت کرد.

## شرح بازی
بازی رفت
بازی رفت فینال جام حذفی در ورزشگاه سردار جنگل رشت انجام شد. در این بازی تیم پگاه با گل دقیقه چهلم گیلائوری که از روی یک ضربه ایستگاه آمد توانست برنده ۹۰ دقیقه اول فینال لقب بگیرد.
استقلال در نیمه اول بازی تیم برتر زمین بود و توسط مجیدی و منتظری موقعیت‌های گلزنی را از دست داد ولی در نیمه دوم فرصتهای گلزنی تیم پگاه بیشتر بود و حتی در یک موقعیت طالب‌لو توپ را از روی خط دروازه مهار کرد تا تیم پگاه بیش از یک گل به ثمر نرساند.
در رفتاری عجیب از سوی فدراسیون فوتبال مجتبی جباری در اردوی تیم ملی ماند و به این بازی مهم نرسید.

## بازی برگشت
در بازی برگشت آبی‌پوشان استقلال در ورزشگاه بزرگ آزادی و در حضور بیش از صدهزار هوادار میزبان تیم پگاه بودند.
نکته مهم این بازی حضور مجتبی جباری در ترکیب استقلال بود که در به ثمر رسیدن دو گل برای شاگردان قلعه‌نویی موثر بود.
استقلال در دقیقه ۱۵ گل اول را روی پاس عالی جباری توسط امیرآبادی به ثمر رساند تا بازی در مجموع دو بازی یک بر یک مساوی باشد. بعد از این گل تیم پگاه در دقیقه ۲۸ یک فرصت گلزنی توسط چاووشی را از دست داد.
در نیمه دوم و در دقیقه ۶۸ علیزاده قدر ارسال مجیدی را ندانست و توب را به بیرون زد. 
مابین دقایق ۷۷ تا ۸۰ استقلال دو فرصت گلزنی توسط جباری را از دست داد تا بازی با همان تک گل در ۹۰ دقیقه به پایان برسد و قهرمان جام حذفی در دو وقت اضافه مشخص شود.
در دقیقه ۹۳ نظرمحمدی با واکنشی مناسب ضربه امیرآبادی را به کرنر فرستاد.
در دقیقه ۹۴ علیزاده اوت کنار زمین را به سمت محوطه جریمه پگاه پرتاب کرد که مجتبی جباری بعد از کنترل توب، موفق شد با نوک پا توب را از روی دستان نظرمحمدی به داخل دروازه هدایت کند و استقلال به گل دوم برسد.
در دقیقه ۱۰۰ بازی امیرآبادی به داخل محوطه جریمه پگاه نفوذ کرد و با یک پاس خوب برهانی را در موقعیت گلزنی قرار داد و برهانی نیز با ضربه نوک پا برای سومین بار دروازه تیم رشتی را فرو ریخت تا بازی در مجموعه دو بازی سه بر یک شود.
بعد از این گل استقلال به بازی محتاطانه روی آورد و تیم پگاه نیز با جلو کشیدن تقی‌پور دست به بازی مستقیم زد که در این کار موفقیتی برای تیم پگاه حاصل نشد و با سوت داور استقلال قهرمان جام حذفی ایران شد.

## جزئیات مسابقه

### بازی رفت
| پگاه گیلان   | ۱ – ۰ | استقلال تهران |
| ------------ | ----- | ------------- |
| گیلائوری ۴۰' | گزارش | قربانی یوسفی  |

| استقلال:     |                   |     |
|              |                   |     |
| ۲۲           | علی نظرمحمدی      | '۷۶ |
| ۱۳           | ابراهیم تقی‌پور    |     |
| ۳۳           | آوسنتی گیلااوری   |     |
| ۱۷           | ویلیام هتکو       |     |
| ۴            | محمد مختاری       |     |
| ۱۱           | محمدرضا مهدوی (ک) |     |
| ۳۸           | مارتین آشیل       |     |
| ۱۶           | مهدی نوری         |     |
| ۱۰           | افشین چاووشی      | '۸۵ |
|              | حسین ابراهیمی     |     |
|              | هادی بهرامی       | '۵۷ |
| تعویضی‌ها:    |                   |     |
| ۱۹           | امین متوسل‌زاده    | '۵۷ |
|              | رسول زمانی        | '۷۶ |
|              | حسین ملکی         | '۸۵ |
| سرمربی:      |                   |     |
| نادر دست‌نشان |                   |     |

| پگاه گیلان:   |                  |     |
|               |                  |     |
| ۱             | وحید طالب‌لو      |     |
| ۷             | محمد نوازی (ک)   | '۸۴ |
| ۲۰            | پیروز قربانی     |     |
| ۵             | بیژن کوشکی       |     |
| ۲             | امیرحسین صادقی   |     |
| ۲۷            | فرهاد مجیدی      | '۵۲ |
| ۳۳            | پژمان منتظری     |     |
| ۲۳            | امیدرضا روانخواه |     |
| ۱۱            | میثم منیعی       |     |
| ۹             | محسن بیاتی‌نیا    | '۴۶ |
| ۱۹            | علی علیزاده      |     |
| تعویضی‌ها:     |                  |     |
| ۹             | آرش برهانی       | '۴۶ |
| ۱۳            | محسن یوسفی       | '۵۲ |
| ۳             | مهدی امیرآبادی   | '۸۴ |
| سرمربی:       |                  |     |
| امیر قلعه‌نویی |                  |     |

| مقامات رسمی مسابقه - کمک داورها: - جواد تقی‌پور - حسن کامرانی‌فر - غلامرضا جباری | قوانین بازی - ۹۰ دقیقه - تنها سه تعویض |

### بازی برگشت
| استقلال                                                               | ۳ – ۰ (وقت اضافه) | پگاه گیلان  |
| --------------------------------------------------------------------- | ----------------- | ----------- |
| امیرآبادی ۱۵' · جباری ۹۴' · برهانی ۱۰۰' · قربانی · کوشکی · صادقی '۱۱۱ | گزارش             | ویلیام نوری |

| استقلال:      |                  |      |
|               |                  |      |
| ۱             | وحید طالب‌لو (ک)  |      |
| ۳             | مهدی امیرآبادی   |      |
| ۵             | بیژن کوشکی       |      |
| ۳۳            | پژمان منتظری     |      |
| ۲۰            | پیروز قربانی     |      |
| ۲             | امیرحسین صادقی   |      |
| ۱۱            | میثم منیعی       | '۷۸  |
| ۸             | مجتبی جباری      | '۱۰۶ |
| ۲۳            | امیدرضا روانخواه |      |
| ۱۹            | علی علیزاده      |      |
| ۲۷            | فرهاد مجیدی (ک)  | '۷۳  |
| تعویضی‌ها:     |                  |      |
| ۶             | آرش برهانی       | '۷۳  |
| ۱۳            | محسن یوسفی       | '۷۸  |
| ۱۰            | علیرضا منصوریان  | '۱۰۶ |
| سرمربی:       |                  |      |
| امیر قلعه‌نویی |                  |      |

| پگاه گیلان:  |                   |      |
|              |                   |      |
| ۲۲           | علی نظرمحمدی      |      |
| ۱۳           | ابراهیم تقی‌پور    |      |
| ۴            | محمد مختاری       |      |
| ۱۷           | ویلیام هتکو       |      |
| ۳۸           | مارتین آشیل       | '۱۱۳ |
| ۳۳           | آوسنتی گیلااوری   |      |
| ۱۶           | مهدی نوری         |      |
| ۱۱           | محمدرضا مهدوی (ک) |      |
|              | حسین ابراهیمی     |      |
| ۱۹           | امین متوسل‌زاده    | '؟   |
| ۱۰           | افشین چاوشی       | '۶۱  |
| تعویضی‌ها:    |                   |      |
|              | حسین ملکی         | '۶۱  |
|              | سعید پیرسراندیب   | '۱۱۳ |
|              | مسعود میکاییلی    | '؟   |
| سرمربی:      |                   |      |
| نادر دست‌نشان |                   |      |

| مقامات رسمی مسابقه - کمک داورها: - حسین نجاتی - اسماعیل صفیری | قوانین بازی - ۹۰ دقیقه - ۳۰ دقیقه وقت اضافه و ضربات پنالتی در صورت لازم - تنها سه تعویض |

## قهرمان
| قهرمان جام حذفی فوتبال ایران ۸۷–۱۳۸۶ |
| ------------------------------------ |
| استقلال                              |
| پنجمین بار                           |